# Alcatraz (série télévisée)
Pour les articles homonymes, voir Alcatraz (homonymie).
Alcatraz est une série télévisée américaine en 13 épisodes de 43 minutes créée par Elizabeth Sarnoff, Steven Lilien et Bryan Wynbrandt, produite par J. J. Abrams et diffusée du 16 janvier au 26 mars 2012 sur le réseau Fox et en simultané sur Citytv au Canada.
En Belgique, la série est diffusée depuis le 26 mars 2012 sur BeTV et depuis le 15 janvier 2013 sur La Une. En France, elle est diffusée à partir du 12 janvier 2013 sur NT1 puis rediffusée à partir du 7 janvier 2014 sur TF6 et au Québec à partir du 30 janvier 2013 sur Ztélé. Néanmoins, la série est encore inédite dans les autres pays francophones.

## Synopsis
Le 21 mars 1963, la prison d'Alcatraz ferma officiellement ses portes et tous les prisonniers furent transférés hors de l'île. Seulement la vérité est tout autre : au matin du 20 mars, les deux gardiens de la relève découvrent le bâtiment entièrement vide, sans trace des détenus ni des gardiens et aucun indice indiquant où ils se trouvent.
San Francisco, de nos jours. Le lieutenant Rebecca Madsen et le professeur Diego Soto, historien spécialiste d'Alcatraz qui vit de l'écriture de bandes dessinées, s'associent avec une agence secrète dirigée par Emerson Hauser. Leur mission est de retrouver les 302 prisonniers et gardiens de la célèbre prison qui ont traversé le temps jusqu'à aujourd'hui sans vieillir et avec une mission indéterminée.

## Distribution

### Acteurs principaux
- Sarah Jones (VF : Jessica Monceau) : Lieutenant Rebecca Madsen
- Jorge Garcia (VF : Jérôme Pauwels) : Pr Diego « Doc » Soto
- Sam Neill (VF : Samuel Labarthe) : Emerson Hauser
- Parminder Nagra (VF : Vanina Pradier) : Dr Lucille « Lucy » San Gupta
- Jonny Coyne (VF : Pascal Casanova) : Directeur Edwin James
- Jason Butler Harner (VF : Jean-Pol Brissart) : Elijah Bailey (E. B.) Tiller
- Robert Forster (VF : Patrick Raynal) : Raymond « Ray » Archer

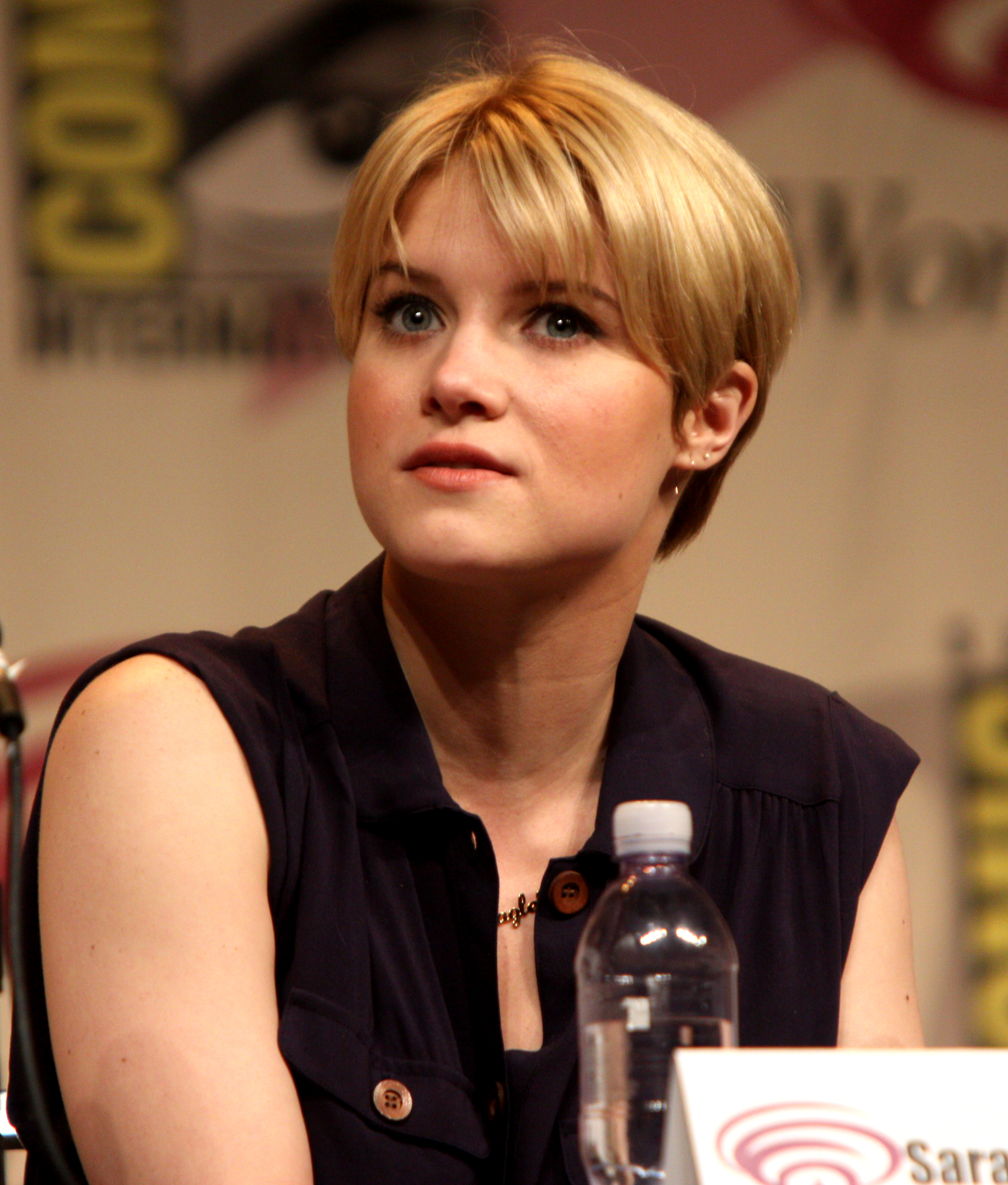
Sarah Jones interprète le Lieutenant Rebecca Madsen.
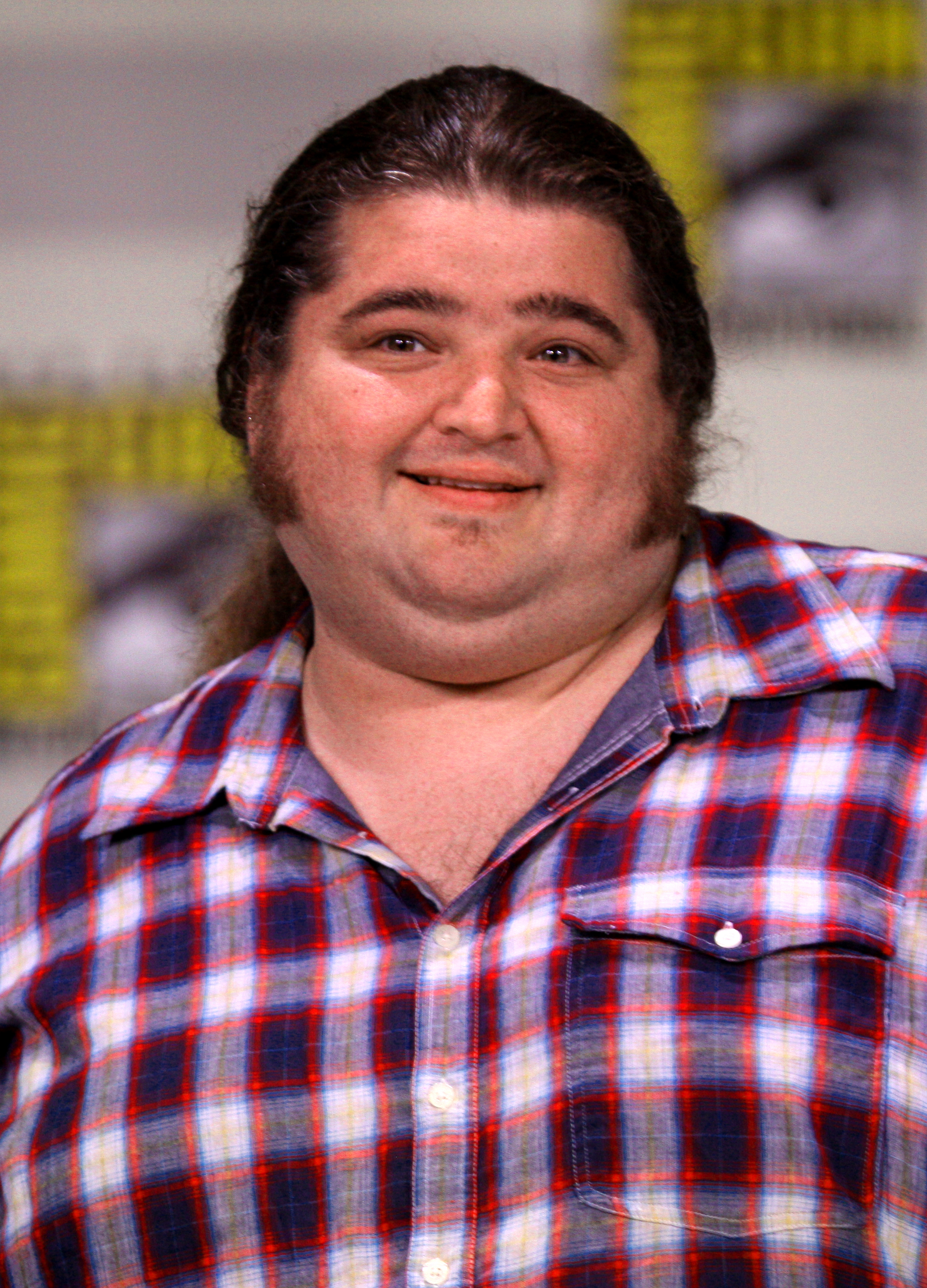
Jorge Garcia interprète Pr Diego « Doc » Soto.
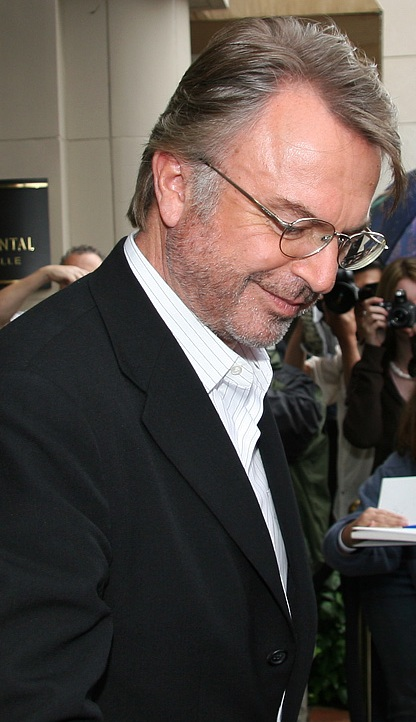
Sam Neill interprète Emerson Hauser.
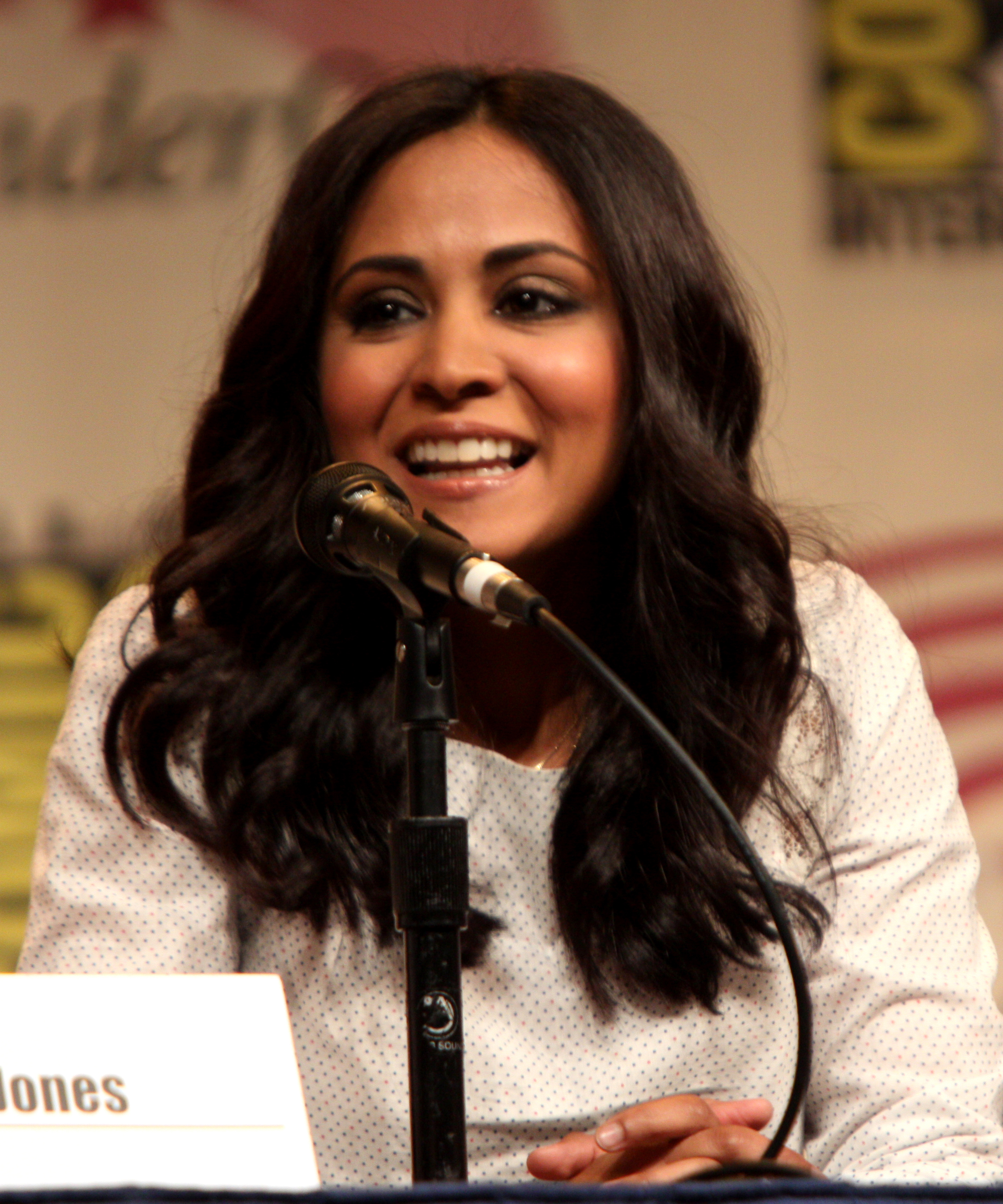
Parminder Nagra interprète Dr Lucille « Lucy » San Gupta.
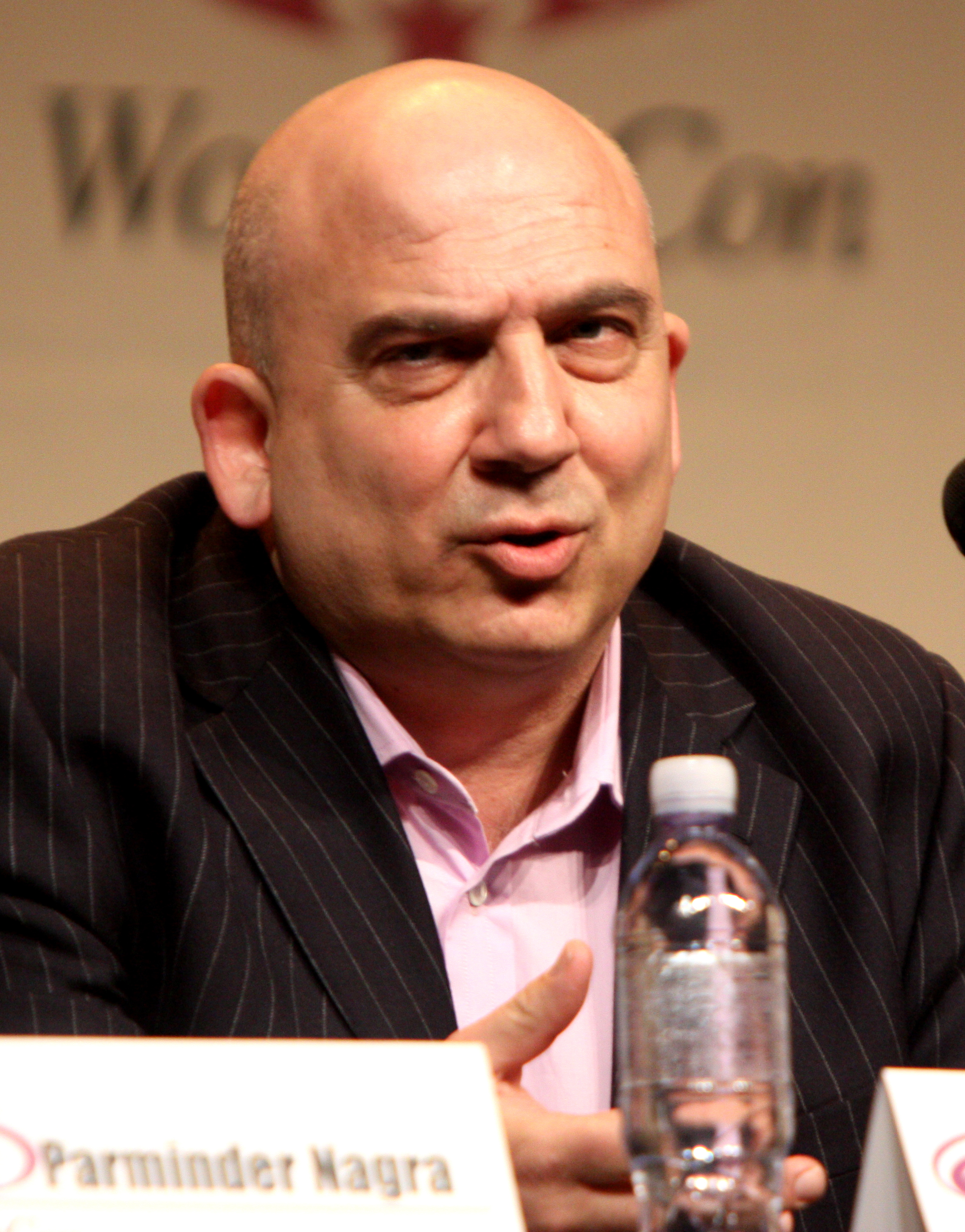
Jonny Coyne interprète Directeur Edwin James.
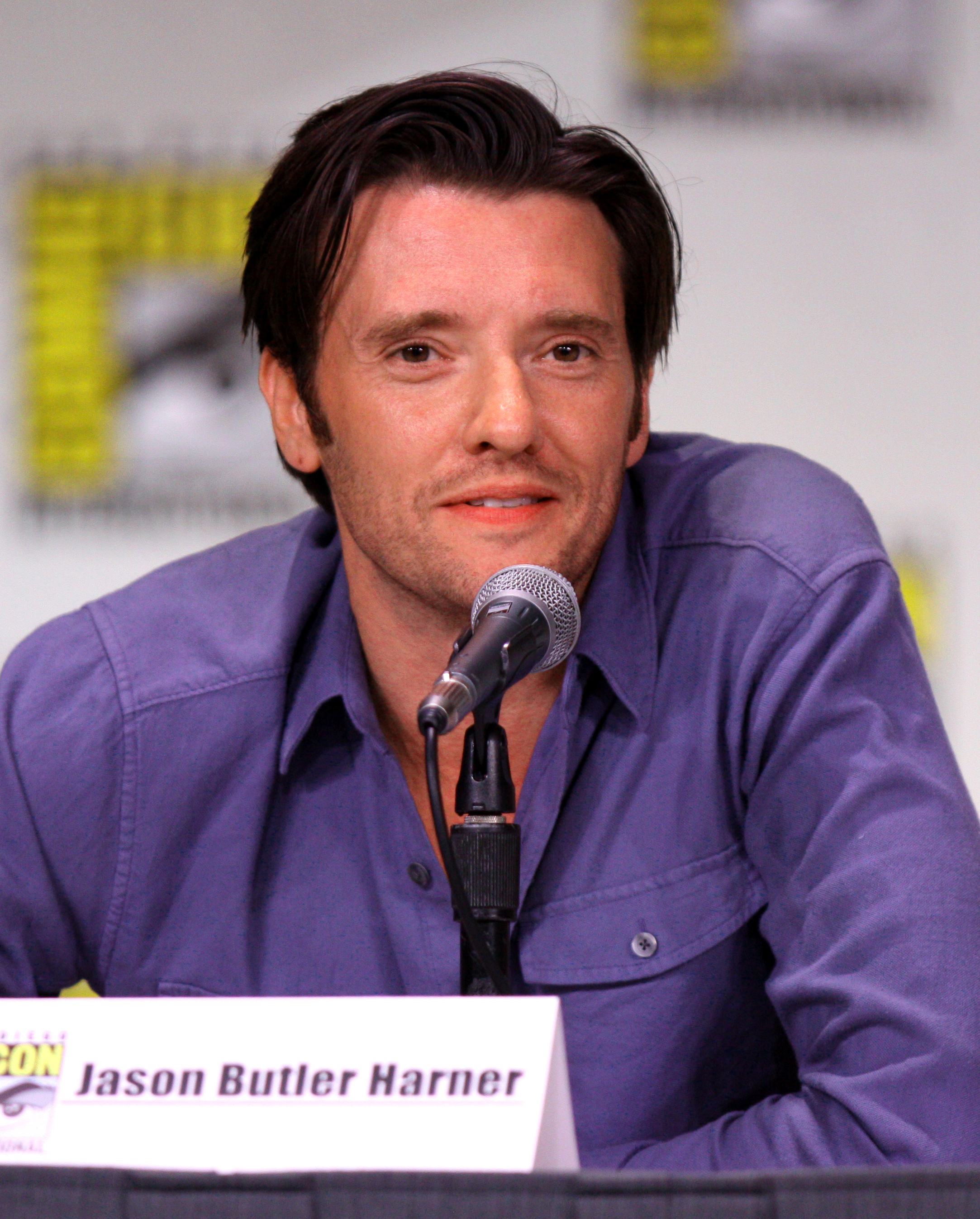
Jason Butler Harner interprète Elijah Bailey (E.B.) Tiller.
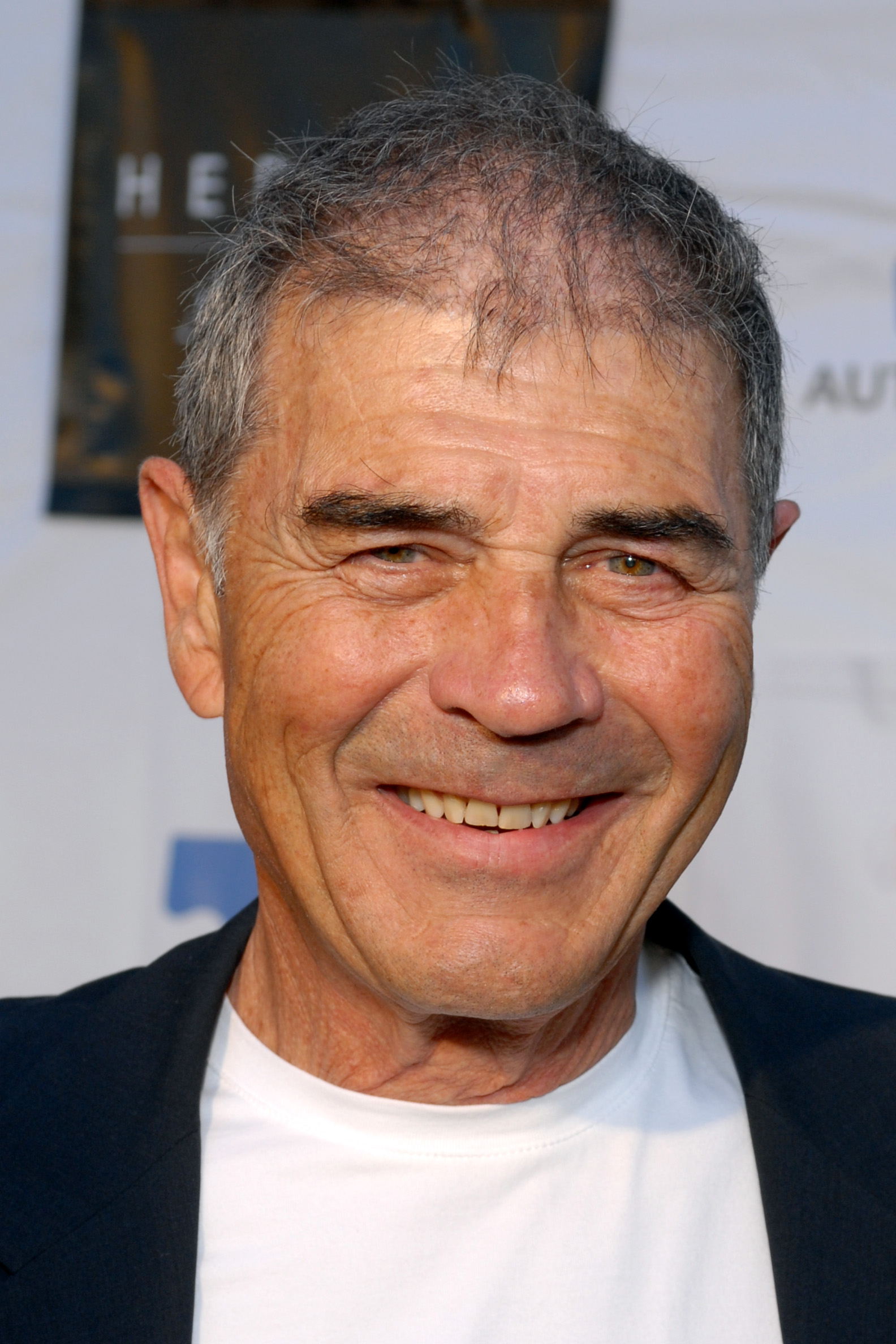
Robert Forster interprète Raymond « Ray » Archer.

### Acteurs récurrents et invités
- David Hoflin (en) (VF : Stanislas Forlani) : Thomas « Tommy » Madsen (#2002)
- Jeffrey Pierce (VF : Bertrand Nadler) : Jack Sylvane (#2024)
- Joe Egender (en) (VF : Vincent de Boüard) : Ernest Cobb (#2047)
- Michael Eklund (VF : Bernard Gabay) : Kit Nelson (#2046)
- Eric Johnson (VF : Damien Boisseau) : Cal Sweeney (#2112)
- Jim Parrack (VF : David Krüger) : Guy Hastings
- James Pizzinato (VF : Cédric Dumond) : Paxton Petty (#2223)
- Adam Rothenberg (VF : Stéphane Fourreau) : Johnny McKee (#2055)
- Graham Shiels (VF : Laurent Morteau) : Edward « Pinky » Ames (#2177)
- Travis Aaron Wade (es) (VF : Sébastien Desjours) : Herman Ames (#2178)
- Theo Rossi (VF : Axel Kiener) : Sonny Burnett (#2088)
- Mahershala Ali (VF : Daniel Njo Lobé) : Clarence Montgomery (#2214)
- Rami Malek (VF : Damien Witecka) : Webb Porter (#2012)
- Greg Ellis (VF : François Vincentelli) : Garrett Stillman (#2109)
- Leon Rippy (VF : Jean-Bernard Guillard) : Dr Milton Beauregard
- Samuel Patrick Chu (VF : Benjamin Bollen) : Chet
- Robbie Amell (VF : Arnaud Arbessier) : Raymond « Ray » Archer (jeune)
- Jeananne Goossen (VF : Caroline Maillard) : Nikki
- Brendan Fletcher : Joseph « Joe » Limerick, « le Fantôme »
- Frank Whaley : Donovan
- Santiago Cabrera : Jimmy Dickens
- Greyston Holt (VF : Christophe Desmottes) : Emerson Hauser jeune

Version française
- Société de doublage : Nice Fellow[8],[9],[10]
Direction artistique : Nathalie Raimbault[8],[10]
Adaptation des dialogues : Christian Niemiec et Ludovic Manchette.

 Source et légende : version française (VF) sur RS Doublage et Doublage Séries Database

## Production

### Développement
Le projet de JJ Abrams et Elizabeth Sarnoff a débuté en septembre 2010. Fox a commandé un pilote le même mois, qui sera réalisé par Danny Cannon.
Satisfaite du pilote, Fox commande la série le 10 mai 2011 et annonce six jours plus tard lors des Upfronts qu'elle sera diffusée à la mi-saison.
Au début novembre, la production prend une pause afin de tourner de nouvelles scènes sur les sept épisodes déjà complétées. Deux semaines plus tard, Jennifer Johnson et Daniel Pyne sont les nouveaux showrunners.
Le 9 mai 2012, Fox annule la série.

### Attribution des rôles
Le casting principal a débuté en novembre 2010, avec Jorge Garcia, Sarah Jones, Jonny Coyne et Jason Butler Harner, Sam Neill, Parminder Nagra et Robert Forster. Santiago Cabrera est ajouté en janvier 2011 pour initialement un rôle principal.
En janvier 2012, la production invite Eric Johnson et Michael Eklund, Geri Jewell, Theo Rossi, ainsi que Matt Craven en mars.

### Tournage

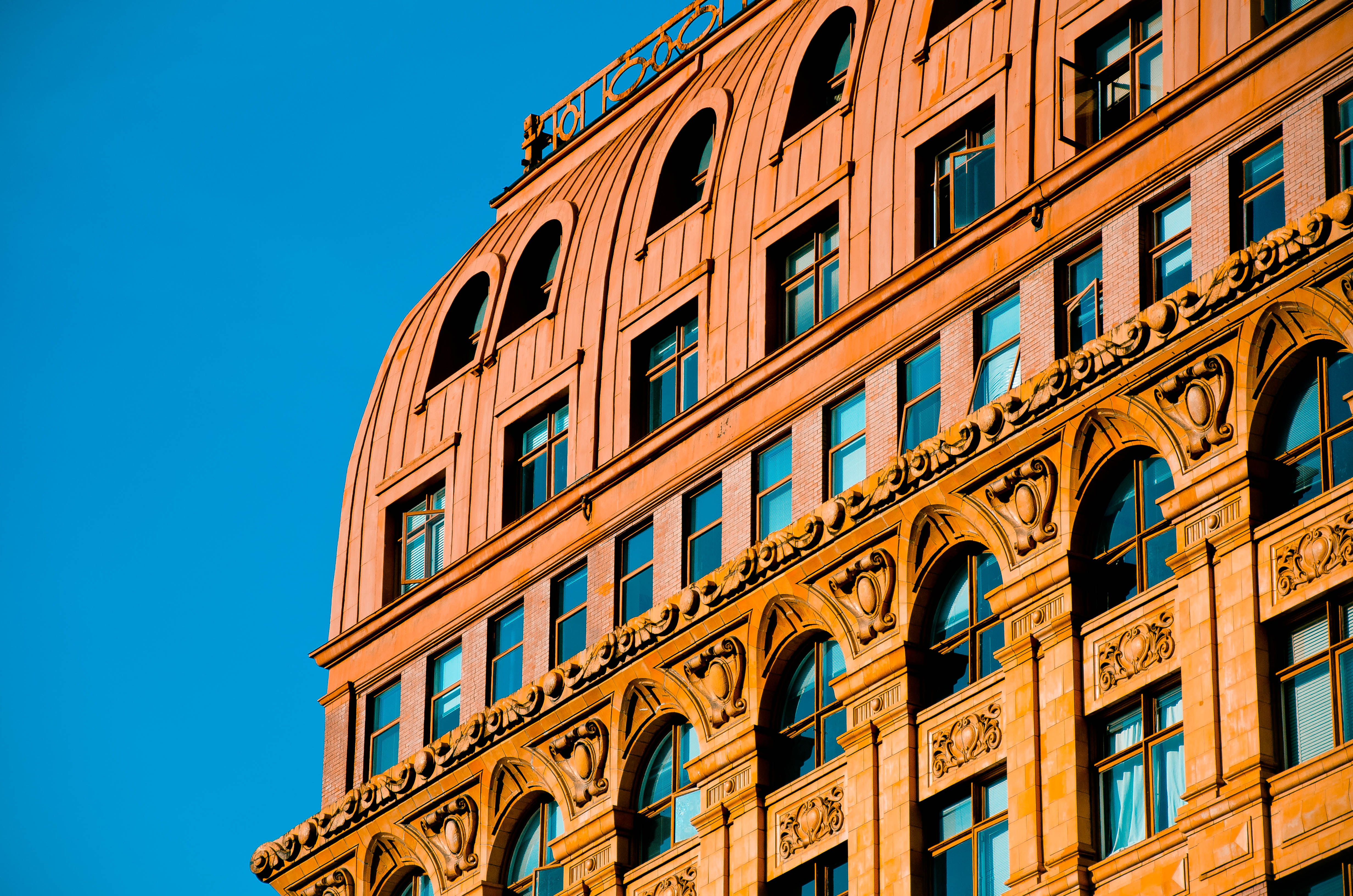
La scène du sniper, dans le deuxième épisode de la série, a été filmé au sommet de la Banque Toronto-Dominion à Vancouver.

La série a été tournée à San Francisco, en Californie, aux États-Unis et à Vancouver, en Colombie-Britannique, au Canada. Les scènes de prison sont tournées à la prison d'Alcatraz situé sur l'Île d'Alcatraz dans la baie de San Francisco.

### Fiche technique
- Titre original et français : Alcatraz
- Création : Elizabeth Sarnoff, Steven Lilien et Bryan Wynbrandt
- Réalisation : Jack Bender
- Scénario : Steven Lilien, Elizabeth Sarnoff et Bryan Wynbrandt
- Direction artistique : Jennifer Donaldson et Josh Koral
- Décors : Zack Grobler
  - Décorateur de plateau : Mark Lane
- Costumes : Maya Mani
- Photographie : Stephen McNutt et David Stockson
- Montage :
- Musique : Andrea Datzman et Michael Giacchino
- Casting : Sarah Issaacson
- Production : J. J. Abrams, Robert Hull, Athena Wickham et Robert M. Williams Jr ; Noreen O'Toole (associés)
  - Production exécutive : J. J. Abrams, Jack Bender, Bryan Burk, Elizabeth Sarnoff ; Steven Lilien, Kathy Lingg et Bryan Wynbrandt (coproducteur exécutif)
- Sociétés de production : Bad Robot Productions, Alcatraz Films
- Société de distribution : Fox Broadcasting Company
- Pays d'origine :  États-Unis
- Langue originale : anglais
- Format : couleur - 1,78:1 - son Dolby Digital
- Genre : dramatique, science-fiction
- Durée : 43 minutes

 Sauf indication contraire, les informations mentionnées dans cette section peuvent être confirmées par la base de données cinématographiques IMDb,  présente dans la section « Liens externes ».

### Diffusion internationale
- En version originale
 États-Unis /  Canada : depuis le 16 janvier 2012 sur Fox / Citytv
 Australie : depuis le 13 février 2012 sur Nine Network[30]
 Royaume-Uni : depuis le 13 mars 2012 sur Watch[31]
Monde arabe : depuis le 19 janvier 2012 sur MBC Action (sous-titré en arabe)
 Belgique : depuis le 26 mars 2012 sur BeTV (version originale sous-titrée français)
En version française
 Belgique : depuis le 26 mars 2012 sur BeTV[3] et depuis le 15 janvier 2013 sur une la RTBF[4]
 France : 12 janvier 2013 sur NT1[5]
 Québec : 30 janvier 2013 sur Ztélé[7]
Autres versions
 Espagne : depuis le 17 janvier 2012 sur TNT (chaîne payante) et depuis le 8 février 2012 sur La Sexta (gratuit)[32]
 Turquie : depuis le 21 janvier 2012 sur DiziMax (en)
Amérique latine : depuis le 22 janvier 2012 sur Warner Channel (sauf le Brésil)
 Brésil : depuis le 23 janvier 2012 sur Warner Channel
 Italie : depuis le 30 janvier 2012 sur Premium Crime (it)
 Pologne : depuis le 6 février 2012 sur la plateforme VOD
 Norvège : depuis le 9 février 2012 sur TVNorge
 Finlande : depuis le 29 mars 2012 sur Sub
 Israël : depuis mars 2012 sur Hot

## Épisodes
La série est composée de treize épisodes.
1. Jack Sylvane (Pilot)
2. Ernest Cobb (Ernest Cobb)
3. Kit Nelson (Kit Nelson)
4. Cal Sweeney (Cal Sweeney)
5. Guy Hastings (Guy Hastings)
6. Paxton Petty (Paxton Petty)
7. Johnny McKee (Johnny McKee)
8. Les Frères Ames (The Ames Brothers)
9. Sonny Burnett (Sonny Burnett)
10. Clarence Montgomery (Clarence Montgomery)
11. Webb Porter (Webb Porter)
12. Garrett Stillman (Garrett Stillman)
13. Tommy Madsen (Tommy Madsen)

## Univers de la série

### Les personnages

#### Personnages principaux
Rebecca Madsen
Lieutenant à la police de San Francisco. Elle travaille avec Emerson Hauser qui traque les prisonniers d'Alcatraz disparus. Elle a vécu avec son oncle, un ancien gardien d'Alcatraz, qui s'est occupé d'elle après la mort de ses parents.
Dr Diego « Doc » Soto
Il a deux doctorats, l'une en Justice criminelle et une autre en Histoire de la guerre civile, et a publié plusieurs livres sur Alcatraz, mais vit comme auteur de comics et artiste. Il a avoué à Rebecca qu'il a obtenu ses deux doctorats juste pour satisfaire ses parents. Il aide Rebecca à traquer et identifier les prisonniers.
Emerson Hauser
Il est un agent du FBI et un ancien gardien à Alcatraz. Il était le premier à arriver sur les lieux le jour où les prisonniers ont disparu. Il est maintenant le responsable des forces spéciales qui traquent les disparus d'Alcatraz et ceux qui les ont "enlevés". Il a étudié la philosophie avant de commencer son travail à Alcatraz. Il est amoureux de Dr Lucy.
Lucy Banerjee
Elle travaille avec Hauser. En 1963, elle était psychiatre à Alcatraz et était connu sous le nom de Lucille Sengupta. Elle avait une liaison avec Hauser avant de disparaitre. Un prisonnier lui a tiré dessus lors d'une poursuite et entre dans un coma. Elle sort de son coma grâce à une transfusion du sang de Webb Porter.
Chef Edwin James
Directeur de la prison d'Alcatraz dans les années 1960. Il est montré tolérant envers les prisonniers, mais il n'hésite pas à les manipuler ou les menacer dans le but d'obtenir des informations sur eux. Il a disparu avec le reste des prisonniers, et n'a jamais refait surface depuis. Il est apparemment le seul à savoir la vérité sur ce qui se passe à la prison.
E. B. Tiller
Adjoint du directeur Edwin James. Il a des opinions différentes de ceux d'Edwin James sur les prisonniers ce qui le met toujours en désaccords avec celui-ci. Il a été tué dans le présent par Jack Sylvane dans le premier épisode.
Ray Archer
Ancien gardien d'Alcatraz et ancien inspecteur de police, il s'est occupé de Rebecca après la mort des parents de celle-ci. Il a refusé l'offre de Hauser de rejoindre les forces spéciales qui traquent les prisonniers disparus. Il possède un bar.

#### Personnages récurrents
Thomas « Tommy » Madsen
Il est le grand-père de Rebecca qui est apparu en 2012 et a tué son partenaire. Au début, Rebecca croyait qu'il était un gardien à la prison d'Alcatraz avant de découvrir qui est sur la liste des prisonniers disparus.
Dr Milton Beauregard
Il travaillait comme docteur à la prison d'Alcatraz dans les années 1960, et est apparu en 2012 et travaille avec Hauser.
Jack Sylvane
L'un des prisonniers disparus (son numéro est le 2024). Il a été capturé par les forces spéciales de Hauser. Il a tué Tiller en 2012.

## Accueil

### Audiences

#### Aux États-Unis
L'épisode pilote de la série réalise une audience de 10,05 millions de téléspectateurs lors de sa première diffusion aux États-Unis, sur la FOX. Cette audience est jugée convenable, mais reste à confirmer dans les semaines à venir. La semaine suivante, le troisième épisode est diffusé devant 9,03 millions de téléspectateurs, soit une légère baisse d’un million de téléspectateurs. La diffusion continue, et ils sont encore 8,44 millions à regarder le quatrième épisode.
Cependant, la série chute dès la semaine suivante, avec 6,91 millions de téléspectateurs présents pour le cinquième épisode. La tendance ne s'inverse pas et la série ne parvient pas à se stabiliser, c’est ainsi que pour les sixième et septième épisodes, les téléspectateurs ne sont plus que respectivement 6,24 millions et 5,98 millions.
Après une semaine d’absence, la série revient le 5 mars 2012 avec deux nouveaux épisodes. Elle réalise une nouvelle chute et atteint un niveau très inquiétant avec 5,82 millions de téléspectateurs pour le premier, et 5,47 millions pour le second. La semaine suivante, sa chute se poursuit avec la diffusion du 10e épisode de la série, qui est regardé par 5,07 millions de téléspectateurs. La première saison s’achève finalement par deux épisodes le 26 mars, qui ne rassemblent plus que 4,8 millions de téléspectateurs en moyenne.
Audiences américaines de la saison?

#### À l'international
Au Royaume-Uni, le pilote a retenu l'attention de 496 000 téléspectateurs. Il s'agit d'un des meilleurs scores réalisés par la chaine Watch depuis 2011.

### Réception critique
Sur le site Metacritic, la série obtient un score de 62/100, basé sur 29 critiques.

### Distinctions

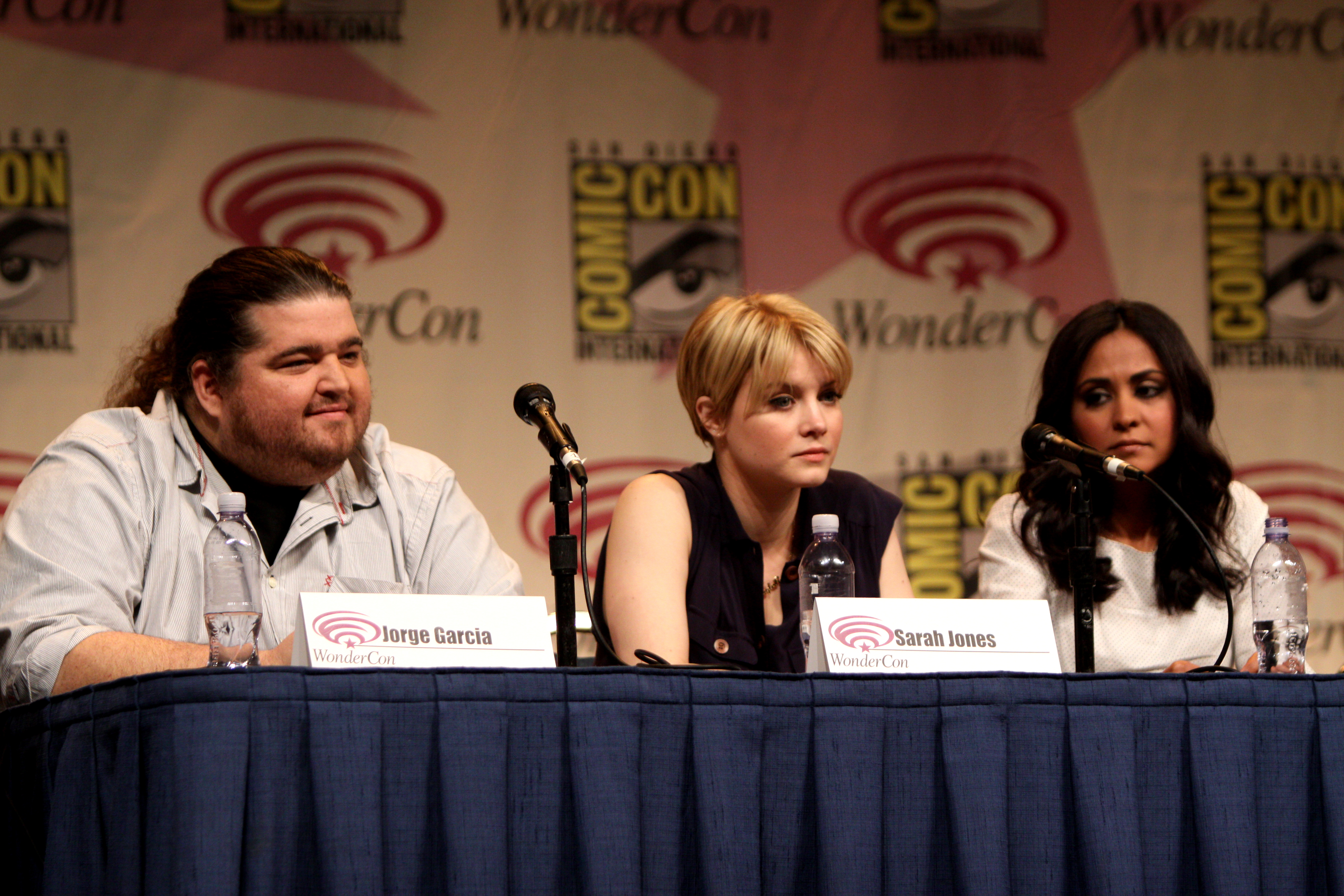
Jorge Garcia, Sarah Jones et Parminder Nagra à WonderCon 2012 faisant promotion pour Alcatraz.

Lors de la 1re cérémonie des Critics' Choice Television Awards en juin 2011, une association de critiques de la télévision a voté une liste des « huit séries les plus attendues » dans laquelle figurait Alcatraz.

### Lien avec la prison actuelle
Depuis la diffusion de la série, beaucoup de personnes se sont intéressées à la prison d'Alcatraz. Le National Park Service a été obligé d'installer des avertissements lors de ses visites. Les fans de la série ont quitté les tours de visite pour aller retrouver les endroits montrés dans la série. Les avertissements annoncent que « la série est une pure fiction » et que « plusieurs endroits montrés dans la série n'existent pas dans la réalité ».

## Produits dérivés

### Sorties DVD / Disque Blu-ray
Warner Home Video a annoncé la sortie pour le 16 novembre 2012 de l'ensemble des épisodes de la série en coffret DVD composé de trois disques et en Blu-ray avec deux disques. En plus des épisodes de la série, les DVD et Blu-ray contiendront des scènes supprimées, un bêtisier, Alcatraz: Island of Intrigue.

## Commentaires
- L'histoire se déroulant à San Francisco, le lieutenant Rebecca Madsen arbore le même look que Steve McQueen dans Bullit et conduit une Ford Mustang Bullitt, l'air cynique en moins.